# (500144) 2012 DW16
(500144) 2012 DW16 es un asteroide perteneciente al cinturón de asteroides, descubierto el 16 de febrero de 2012 por el equipo del Pan-STARRS desde el Observatorio de Haleakala, Hawái, Estados Unidos.

## Designación y nombre
Designado provisionalmente como 2012 DW16.

## Características orbitales
2012 DW16 está situado a una distancia media del Sol de 2,310 ua, pudiendo alejarse hasta 2,446 ua y acercarse hasta 2,174 ua. Su excentricidad es 0,058 y la inclinación orbital 7,454 grados. Emplea 1282,59 días en completar una órbita alrededor del Sol.

## Características físicas
La magnitud absoluta de 2012 DW16 es 18,1.